# SuperM
SuperM (Hangul: 슈퍼엠) je jihokorejská superskupina vytvořená v roce 2019 jihokorejskou společností SM Entertainment a americkou společností Capitol Music Group. Skupinu tvoří sedm členů ze čtyř boy bandů spadajících pod společnost SM Entertainment: Taemin ze skupiny SHINee, Baekhyun a Kai ze skupiny EXO a Taeyong, Mark, Ten ze skupiny NCT.  Dne 4. října 2019 skupina debutovala se svým minialbem, které se zařadilo do hitparády Billboard 200 na první místo, čímž se SuperM stala druhou jihokorejskou skupinou v historii, která se umístila na prvním místě v americkém žebříčku alb. Jejich debutový singl „Jopping“ patří podle kritiků Billboardu k výběru „25 nejlepších K-popových písní“ roku.

## Historie

### Vznik skupiny a zákulisí
Všichni členové superskupiny SuperM pocházejí ze stávajících chlapeckých skupin spadajících pod společnost SM Entertainment. Taemin byl aktivní již od svých 14 let, kdy debutoval jako člen SHINee v květnu 2008. Baekhyun a Kai debutovali jako členové skupiny EXO v dubnu 2012. Taeyong, Ten a Mark debutovali jako členové skupiny NCT v dubnu 2016. Lucas debutoval v lednu 2018 jako další člen skupiny NCT. Taeyong a Mark debutovali v červenci 2016 v podskupině NCT - NCT 127. Mark také debutoval jako člen další podskupiny NCT Dream v srpnu 2016. V lednu 2019 v čínské podskupině NCT WayV debutovali Ten a Lucas.
V roce 2019, před oficiálním oznámením debutu SuperM, se objevovaly zvěsti, že SM Entertainment plánuje debut K-popového Super Boy Bandu. 7. srpna 2019 předseda Capitol Music Group, Steve Barnett a zakladatel SM Entertainment, I Su-man, oficiálně oznámili skupinu SuperM na Capitol Congress 2019. Písmeno „M“ v názvu SuperM znamená „Matrix“ i „Master“, z toho důvodu že každý člen je již dobře zavedený ve svých vlastních skupinách. Teaser odhalil členy skupiny, z nichž každý má výborné taneční, hlasové a rapové schopnosti. Skupina je často označována jako „Avengers K-popu“. Výkonný ředitel a režisér SM A&R Chris Lee uvedl, že skupina pracuje zhruba rok a cítí, že analogie s Avengers je velice trefná, protože podle něj každý Avenger má také svůj vlastní tým a například Iron Man má svůj vlastní film a Thor má také svůj a jsou jednotlivě silní, ale společně mají ještě větší synergii, takže se jednotliví členové také budou věnovat své vlastní kariéře a vlastním skupinám, ale také se spojí v ještě větší synergii.
Publikum a fanoušci měli zpočátku smíšené názory na tento projekt, přičemž někteří fanoušci byli nadšení debutem kapely po vydání prvního teaseru v Capitol Congress v roce 2019, zatímco jiní měli obavy z toho, že SM Entertainment buď upřednostňuje své již zavedené skupiny, nebo že členové EXO se zaměřují na sólové kariéry před povinnou vojenskou službou jednotlivých členů, a nebo že skupina debutuje ve Spojených státech, místo Koreje Caitlin Kelleyová se v článku pro MTV News domnívá, že největší překážkou je, že není tak snadné spojit síly několika fandomů, a má také pocit, že struktura skupiny může být pro americké publikum komplikovaná, i když zároveň poznamenala, že skutečnost, že SuperM zaznamenala rostoucí celosvětový trend již po pár hodinách, ukazuje určitý potenciál. To dokazuje, že je o skupinu velký zájem - nyní jde jen o to, jak obrátit veřejné mínění. Kate Halliwellová z The Ringer napsala, že spousta lidí podporuje několik skupin v rámci žánru K-pop obecně, ale té negativní stránce fandomu je těžké uniknout.

### 2019: Debut a počáteční úspěch
SuperM propagovali své debutové album jak ve Spojených státech, tak v Jižní Koreji. Na různých kanálech sociálních sítí SuperM bylo zveřejněno několik upoutávek. Skupina natočila své debutové hudební video v Dubaji v srpnu 2019. Titulní debutové EP skupiny vyšlo 4. října a tvoří ho pět písní společně s dvěma instrumentálními skladbami. Hlavní singl skupiny SuperM „Jopping“ dostal také hudební video, které bylo vydáno ve stejný den. EP debutovalo na prvním místě v žebříčku alb Billboard 200.
SuperM měli svůj debutový koncert 5. října v Capitol Records Building v Los Angeles. Poté se objevili 9. října v americké televizní talk show The Ellen DeGeneres Show. Skupina pak zahájila své první turné We Are the Future Live s deseti vystoupeními v Severní Americe od listopadu 2019 do února 2020.

### 2020: První studiové album,Super One
Turné bylo v únoru 2020 rozšířeno do Latinské Ameriky a Evropy se třemi dalšími vystoupeními. Skupina mimo jiné vyprodala koncert v druhé největší hale ve Velké Británii v londýnské O2 Areně. Koncert v Tokiu, který byl původně naplánován na 23. dubna, byl kvůli pandemii covidu-19 odložen na neurčito. Skupina se 18. dubna zúčastnila online koncertního cyklu One World: Together at Home, aby podpořila solidaritu v boji proti pandemii v rámci Světové zdravotnické organizace a podpořila tak i omezení společenské intrakce. Skupina také zveřejnila píseň „With You“ jejíž videoklip byl sestříhán z videí jednotlivých členů z pohodlí jejich domova.
V dubnu 2020 se SuperM stala první skupinou společnosti SM Entertainment, která uspořádala živý online koncert - společně organizovaný společnostmi SM Entertainment a Naver, jako součást prvního světově živého koncertního seriálu Beyond LIVE. Koncert se uskutečnil 26. dubna a předvedli nejen skladby ze svého debutového alba, ale i dosud nevydané nové skladby. Vystoupení vidělo více než 75 000 platících diváků v reálném čase z více než 109 zemí. Příjmy z tohoto online koncertu, tedy jen z prodeje vstupenek, se odhadují na 2 miliony USD.
V srpnu 2020 skupina oznámila vydání svého prvního studiového alba Super One, které bylo ohlášeno na září. Vydání alba předcházely singly „100“ vydaný 14. srpna a „Tiger Inside“ vydaný 1. září. SuperM první skladbu představili ráno 20. srpna také prostřednictvím videohovoru v rámci vysílání amerického televizního pořadu Good Morning America. V krátkém rozhovoru před vystoupením skupiny Mark vysvětlil, že diváci byli svědky přesně stejné scény, kterou použili i pro svůj koncert Beyond LIVE v dubnu.
26. srpna SuperM vyhrála cenu primátora Soulu na Newsis K-Expo 2020. Pro SuperM je to vůbec první ocenění od jejich debutu.

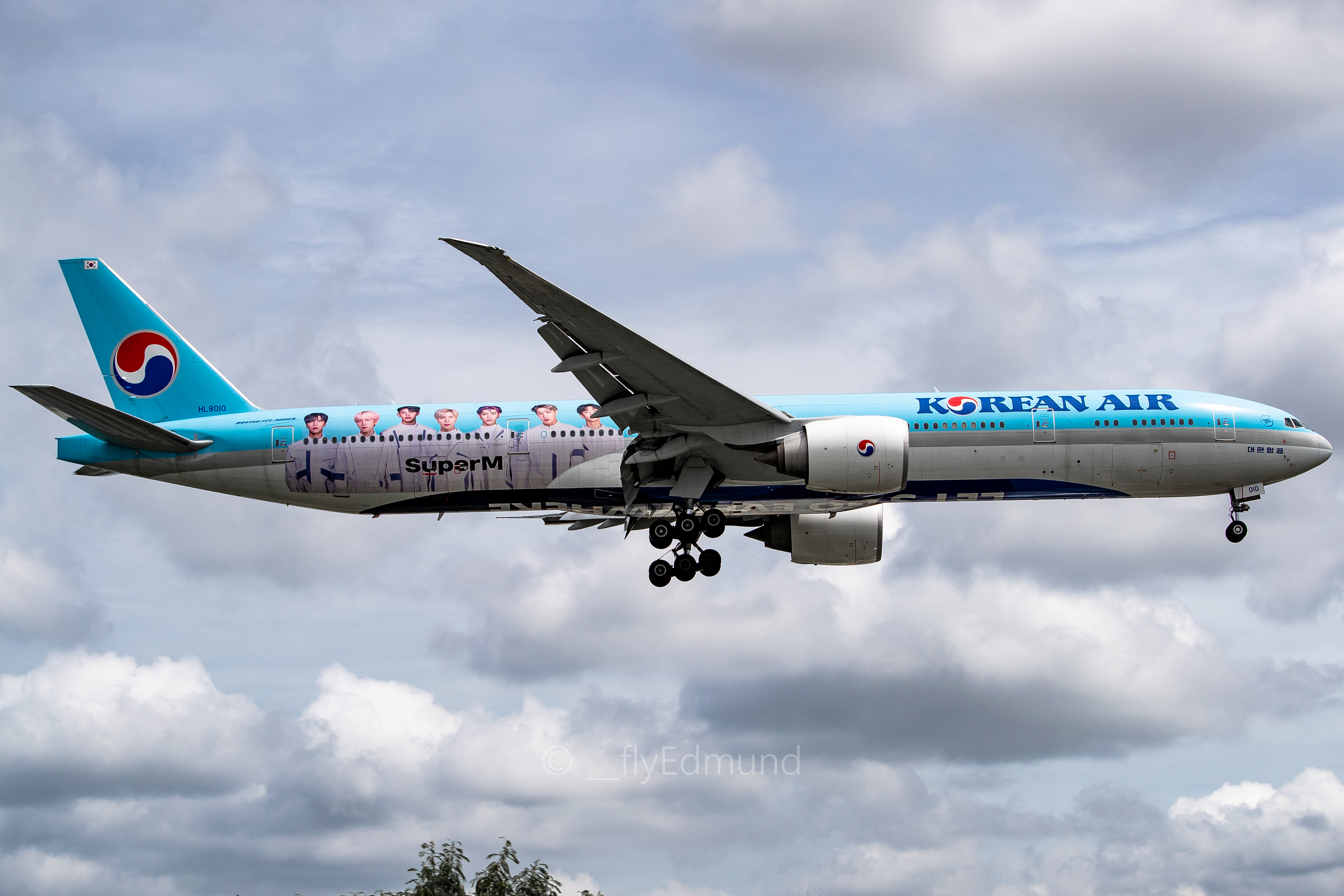
Boeing 777-300ER se SuperM

První studiové album vyšlo 25. září. Album se umístilo na druhé příčce v žebříčku alb Billboard 200. Titulní skladbu alba „One“, která je spojením písní „Monster“ a „Infinity“, skupina představila 23. září v americké televizní talk show The Ellen DeGeneres Show. Oficiální videoklip k písni byl vydán v den vydání alba. Na textu ke skladbě „Together at Home“ spolupracovali i Taeyong a Mark. Ve spolupráci s firmou Marvel byly v rámci vydání alba také představeny k prodeji tematické fanouškovské předměty.
V lednu 2023 bylo ohlášeno, že skupina po návratu Baekhyuna a Taemina z povinné vojenské služby, uskuteční comeback. V současné době se ale s odchodem Lucase ze skupiny NCT množí pochybnosti, zda je stále členem skupiny, a je možné, že tyto skutečnosti ovlivní další působení skupiny.

## Ambasadoři Korean Air
Skupina SuperM byla v listopadu 2019 oznámena jako globální ambasador společnosti Korean Air. 4. listopadu byla skupina uvedena spolu se zpěvačkou BoA v bezpečnostním videu společnosti Korean Air, které bylo přidáno ke všem letům společnosti Korean Air ve stejný den. Píseň „Let's Go Everywhere“, byla vydána 18. listopadu a výtěžek z ní byl věnován na kampaň Global Citizen organizace Global Poverty Project.
Fotografie skupiny se objevila také na letadlu Boeing 777-300ER společnosti Korean Air. Na fotografii je obrázek všech sedmi členů skupiny s logem názvu skupiny a je umístěn v zadní části letadla.

## Členové
- Baekhyun (EXO, EXO-CBX) - lídr[59][60]
- Taemin (SHINee)
- Kai (EXO) - v současné době ve výkonu základní vojenské služby
- Taejong (NCT; NCT 127)
- Ten ((NCT; WayV)
- Lucas
- Mark (NCT; NCT 127, NCT Dream)

## Diskografie
| Název                       | Datum vydání | Seznam skladem |
| --------------------------- | ------------ | --- |
| SuperM - The 1st Mini Album | 4. 10. 2019  | 1. Jopping 2. I Can't Stand The Rain 3. 2 Fast 4. Super Car 5. No Manners 6. Jopping - Instrumental 7. I Can't Stand The Rain - Instrumental                                                                                               |
| Super One                   | 25. 9. 2020  | 1. One (Monster & Infinity) 2. Infinity 3. Monster 4. Wish You Were Here 5. Big Chance 6. 100 7. 호랑이(Tiger Inside) 8. Better Days 9. Together At Home 10. Drip 11. Line 'Em Up 12. Dangerous Woman 13. Step Up 14. So Long 15. With You |